# 德远堂
24°37′18″N 117°02′43″E / 24.62167°N 117.04528°E
德远堂位于中華人民共和國福建省漳州市南靖县书洋镇塔下村，又称“张氏家庙”，位于村东山坡上。1991年列入福建省文物保护单位，2006年被列为第六批全国重点文物保护单位。
塔下村张氏从北部十几公里的石桥村迁来。德远堂始建于明代，清乾隆二十五年（1760年）重建，后多次重修。德远堂坐东北朝西南，二进院落，大堂为穿斗式木构架，面阔进深各三间，悬山顶。两侧为厢房。堂前为半月塘，池塘周为石坪，立有石旗杆23根，高7~10米，多为清代张氏族人考中举人、进士后或乡贤所立，旗杆顶部文官为毛笔锋、武官为座狮。